# Calathodes
Calathodes es un pequeño género de plantas floridas con cuatro especies pertenecientes a  la familia Ranunculaceae, se distribuyen por la India, Tíbet, Bután, Nepal, China y Taiwán.
Son plantas herbáceas y perennes con raíz fibrosa. Las hojas 1-3 basales y 4-6 caulinas son palmeadas. Las flores solitarias y terminales con 5 sépalos petaloides amarillos, blancos o blanco-verdosos. No tiene pétalos y si numerosos estambres. Las semillas son negras y ovoides.

## Especies
- Calathodes oxicarpa
- Calathodes palmata
- Calathodes polycarpa
- Calathodes unciforms